# 응우옌응옥뉴투언
응우옌응옥뉴투언(베트남어: Nguyễn Ngọc Nhu Thuận / 阮玉柔順 완옥유순, 1819년 4월 21일 ~ 1840년 10월 18일)은 응우옌 왕조의 황족이다. 민망 황제의 8번째 딸로, 생모는 안빈(安嬪) 호티뚜이(胡氏隨)이다.

## 생애
자롱 18년 음력 3월 27일(1819년 4월 21일), 후에 황성에서 태어났다.
민망 21년 음력 9월 23일(1840년 10월 18일), 사망하니 향년 22세였다. 풍화공주(베트남어: Phong Hòa Công chúa / 豐禾公主)로 추봉되었고, 시호를 단염(端艷)이라 하였고, 트어티엔부 흐엉투이현 끄엉찐총(居正總) 끄엉찐사(居正社)에 장사지냈다.
뜨득 20년(1867년), 전친사(展親祠)에 열사(列祀)되었다.
함응이 원년(1885년) 가을, 친훈사(親勳祠)에 합사(合祀)되었다.